# Seven Days
Seven Days (セブンデイズ, Sebun Deizu) és un manga yaoi japonès escrit per Venio Tachibana i il·lustrat per Rihito Takarai. Publicat originalment de forma periòdica entre 2007 i 2009 a la revista Craft, consta de dos volums, el primer titulat Seven Days MONDAY→THURSDAY, publicat el 2007, i el segon s'anomena Seven Days FRIDAY→SUNDAY, que va ser publicat el 2009.
El manga ha estat adaptat a drama CD i live-action.

## Argument
Tōji Seryō és un alumne popular a l'institut conegut per sortir cada setmana amb una noia diferent, ja que tot i accepta la relació amb elles el diumenge les deixa adduint que no se n'ha enamorat. Un altre alumne popular, Yuzuru Shino, decideix demanar-li en to de broma de sortir i sorprenentment, Tōji accepta, però Yuzuru pensa que la setmana transcorrerà com si fos qualsevol de les altres relacions que Toji ha tingut

## Publicació
El manga ha estat escrit per Venio Tachibana i il·lustrat per Rihito Takarai. Els capítols van ser publicats de forma periòdica a la revista trimestral Craft de 2007 a 2009. Després el conjunt va ser publicat en dos volums l'any 2007 i 2009, respectivament, per l'editorial Taiyō Toshō amb la marca Million Comics Craft Series. Fora del Japó, tots dos volums han estat editats als Estatus Units, França, Espanya, Polònia i Taiwan.
| Títol                                                     | Llançament            | ISBN           |       |
| --------------------------------------------------------- | --------------------- | -------------- | ----- |
| Seven Days MONDAY→THURSDAY (セブンデイズ MONDAY→THURSDAY) | 1 de setembre de 2007 | 978-4813050858 | [ 6 ] |
| Seven Days FRIDAY→SUNDAY (セブンデイズ FRIDAY→SUNDAY)     | 1 de juny de 2009     | 978-4813051930 | [ 7 ] |

## Adaptacions

### Drama CD
Immediatament després de la seva publicació, els volums van ser adaptats en drama CD.

### Pel·lícules
El 2015 van ser anunciades dues pel·lícules live-action, que adaptaven els dos volums del manga. Totes dues dirigides per Takeshi Yokoi i guió de Natsuko Takahashi. Van ser protagonitzades per Tomoki Hirose i Takeshi James Yamada. La primera, Seven Days: Monday-Thursday, s'estrenà el 6 de juny de 2015 al Cinema Humax de Tòquio, i després d'arreu del país. La segona Seven Days: Friday-Sunday, s'estrenà el 4 de juliol de 2015. Pony Canyon va llançar ambdues pel·lícules com un conjunt en DVD i Blu-ray el 16 de desembre de 2015. El DVD va assolir la 48a posició a les llistes Oricon de vendes setmanals i el Blu-ray la 59a.

## Recepció
Seven Days va assolir la 5a posició del rànquing de les millors històries de gènere Boys' Love a la Kono BL ga Yabai! 2010 Fujoshi Edition.